# Balella mirabilis
Balella mirabilis is een hydroïdpoliep uit de familie Balellidae. De poliep komt uit het geslacht Balella. Balella mirabilis werd in 1906 voor het eerst wetenschappelijk beschreven door Nutting. 